# Rotselaar
Rotselaar este o comună în provincia Brabantul Flamand, în Flandra, una dintre cele trei regiuni ale Belgiei. Comuna este formată din localitățile Rotselaar, Werchter și Wezemaal. Suprafața totală este de 37,57 km². Comuna Rotselaar este situată în zona flamandă vorbitoare de limba neerlandeză a Belgiei. La 1 ianuarie 2008 comuna avea o populație totală de 15.290 locuitori.

## Localități înfrățite
- Germania: Bad Gandersheim;
- Republica Capului Verde: Sal;
- România: Sat Vrânceni, comuna Căiuți, Județul Bacău

1. ↑  Crossroad Bank of Enterprises, accesat în 14 iulie 2023